# Komono (district)
Pour les articles homonymes, voir Komono (homonymie).

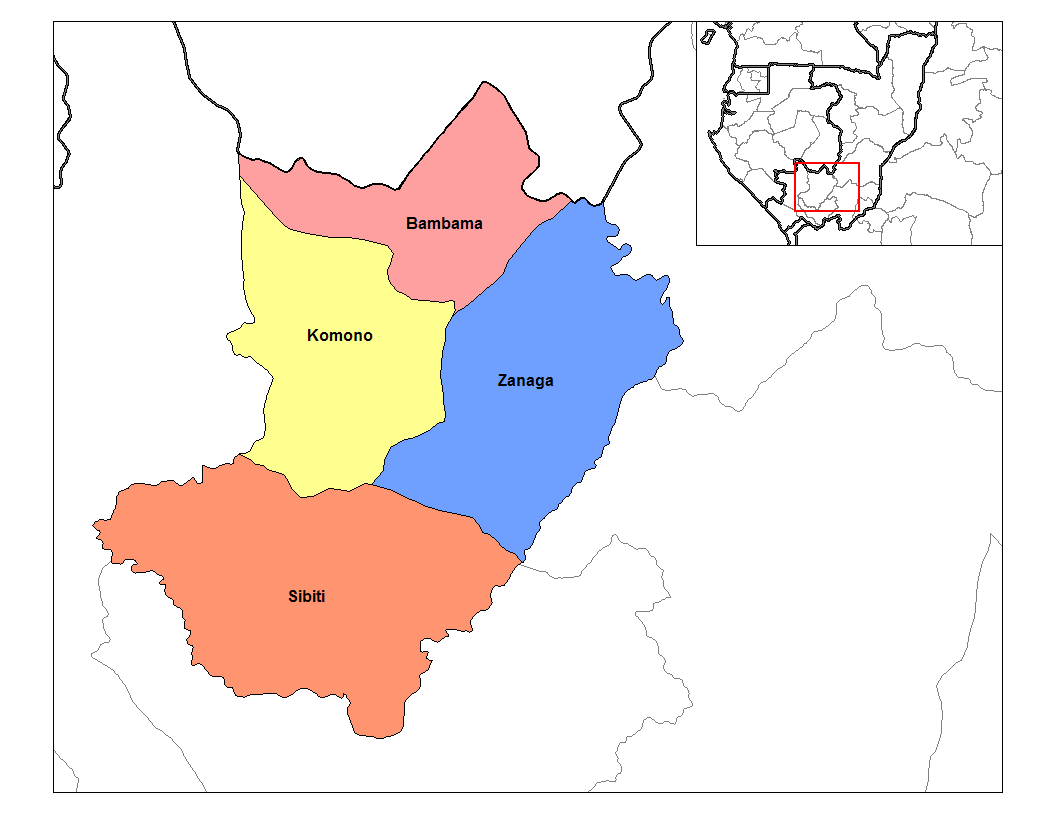
District de Komono

Le district de Komono est un district du département de la Lékoumou en république du Congo ayant pour chef-lieu la ville de Komono.